# Lengua de trabajo
Una lengua de trabajo es una lengua a la que se le confiere un estatus legal en una compañía supranacional, sociedad, Estado, órgano u organización como su principal medio de comunicación. Es la lengua de la correspondencia diaria y de conversación usual entre los miembros. 
Para una determinada organización la lengua o lenguas de trabajo puede coincidir o no con su lengua oficial. Las organizaciones de rango mundial suelen tener al inglés, español y francés como lenguas de trabajo.

## Lengua de trabajo por organismo

### Naciones Unidas
Las seis lenguas oficiales de las Naciones Unidas son el árabe, chino, español, francés, inglés y ruso. Según un estudio del Instituto Cervantes, el uso de lenguas en las reuniones como lengua de trabajo de las Naciones Unidas en el 2010 demostró que el inglés era usado en el 98% de las reuniones, seguido por el francés (87%) y el español (34%). Por debajo de estos tres seguían el ruso (10%), árabe (7%) y chino (3%).
De las treinta agencias de las Naciones Unidas, los siguientes eran los idiomas oficiales más comunes como lengua de trabajo:
1. inglés (100% de agencias)
2. francés (90%)
3. español (50%)
4. árabe (30%)
5. ruso (27%)
6. chino (23%)

### Unión Europea
La Unión Europea tiene 24 lenguas oficiales y de trabajo: alemán, búlgaro, checo, croata, danés, eslovaco, esloveno, español, estonio, finés, francés, griego, húngaro, inglés, irlandés, italiano, letón, lituano, maltés, neerlandés, polaco, portugués, rumano y sueco. Sin embargo, tres de ellas, el alemán, francés e inglés, destacan por ser las lenguas de trabajo de muchas de las instituciones de la Unión Europea. En la Comisión Europea las tres lenguas de trabajo son el alemán, francés e inglés. La lengua de trabajo del Tribunal de Justicia de la Unión Europea es el francés y en el Banco Central Europeo, el inglés.
El gobierno de España ha intentado impulsar el uso del español, cuarto idioma de la Unión Europea por hablantes nativos, como lengua de trabajo dentro de las instituciones en varias ocasiones. Desde la salida del Reino Unido de la Unión Europea en el 2020, el gobierno de Francia quiere impulsar un mayor uso del francés como lengua de trabajo sustituyendo así el inglés.

### Otros organismos internacionales

#### Español
La Alianza del Pacífico y el Sistema de la Integración Centroamericana tienen el español como su única lengua de trabajo.

#### Español y portugués
La Organización de Estados Iberoamericanos para la Educación, la Ciencia y la Cultura (OEI), la Secretaría General Iberoamericana (SEGIB), Mercosur y la Asociación Latinoamericana de Integración tienen dos lenguas de trabajo: español y  portugués.

#### Francés e inglés
La OTAN, la Corte Penal Internacional y la Organización para la Cooperación y el Desarrollo Económicos (OCDE) tienen dos lenguas de trabajo: francés e inglés.

#### Español, francés e inglés
La Organización Mundial del Comercio (OMC), la Organización Internacional del Trabajo (OIT), la Unión Internacional de Telecomunicaciones (UIT), la Federación Internacional de Periodistas, la Organización Marítima Internacional (OMI), el Tratado de Libre Comercio de América del Norte (TLCAN), la Unión Internacional para la Conservación de la Naturaleza y el Área de Libre Comercio de las Américas tienen tres lenguas de trabajo: español, francés e  inglés.

#### Tres o más lenguas de trabajo
- El Consejo Nórdico tiene tres lenguas de trabajo: danés, noruego y sueco.
- La FIFA tiene cuatro lenguas de trabajo: alemán, español, francés e inglés.
- La Organización de los Estados Americanos tiene cuatro lenguas de trabajo: español, francés, inglés y portugués.
- La Comunidad de Desarrollo de África Austral tiene cuatro lenguas de trabajo: afrikáans, francés, inglés y portugués.
- La Unión Africana tiene seis lenguas de trabajo: árabe, español, francés, inglés, portugués y suajili.